# Catedral de Sant Felip Apòstol
La Catedral de San Felip apòstol (en castellà: Catedral de San Felipe Apóstol) és una catedral catòlica localitzada en Arecibo, Puerto Rico. És la seu de la Diòcesi de Arecibo.

## Història
La Catedral de Sant Felip apòstol va ser construïda a començament del segle xviii. La primera església, construïda a mitjans del segle xvii, va ser destruïda per un terratrèmol el 1787. La construcció de la seva substituta va començar aviat tot i que no va ser acabada fins al 1846. Quatre dies després de la seva dedicació, un nou terratrèmol va causar danys greus que no van ser reparats fins al 1882. El terratrèmol de 1918 va afectar la volta que va ser reemplaçada per un sostre pla; un sostre voltat de composició de taula va ser col·locat dins.
La catedral de Arecibo és la segona església més gran de Puerto Rico després de la Catedral de San Juan. El pla és rectangular amb tres naus, les naus laterals són tallades curtes per permetre gran capelles que ocupen gairebé mitja longitud de l'església. L'absis és semicircular i té una inusual mitja cúpula que el cobreix. La façana és una composició triangular de tres nivells. El nivell superior té una torre central curta que es va afegir més tard. El nivell baix té una ornamentació Neoclàssica, però els altres dos nivells fan servir bandes i pilastres menys tradicionals. Les finestres son d'estil renaixentista i poc comuns a les esglésies de Puerto Rico, en canvi la torre central sobre l'entrada és molt comú i utilitzat per tot l'illa.